# Рэпторс 905
Рэпторс 905 (англ. Raptors 905) — канадский профессиональный баскетбольный клуб, выступающий в Атлантическом дивизионе Восточной конференции Лиги развития НБА. Команда была основана в 2015 году и базируется в городе Миссиссога провинции Онтарио. Является фарм-клубом команды Национальной баскетбольной ассоциации «Торонто Рэпторс». Чемпион Д-Лиги 2017 года. Домашние игры проводит в «Херши Центр» и иногда в «Эйр Канада-центр». «Рэпторс» стала восьмой командой Д-Лиги, которой владеет команда НБА и первой основанной за пределами Соединённых Штатов.
Название «905» относится к местному коду пригородного района Большой Торонто и является общим сокращением, относящимся к пригородам, окружающим Торонто.

## История

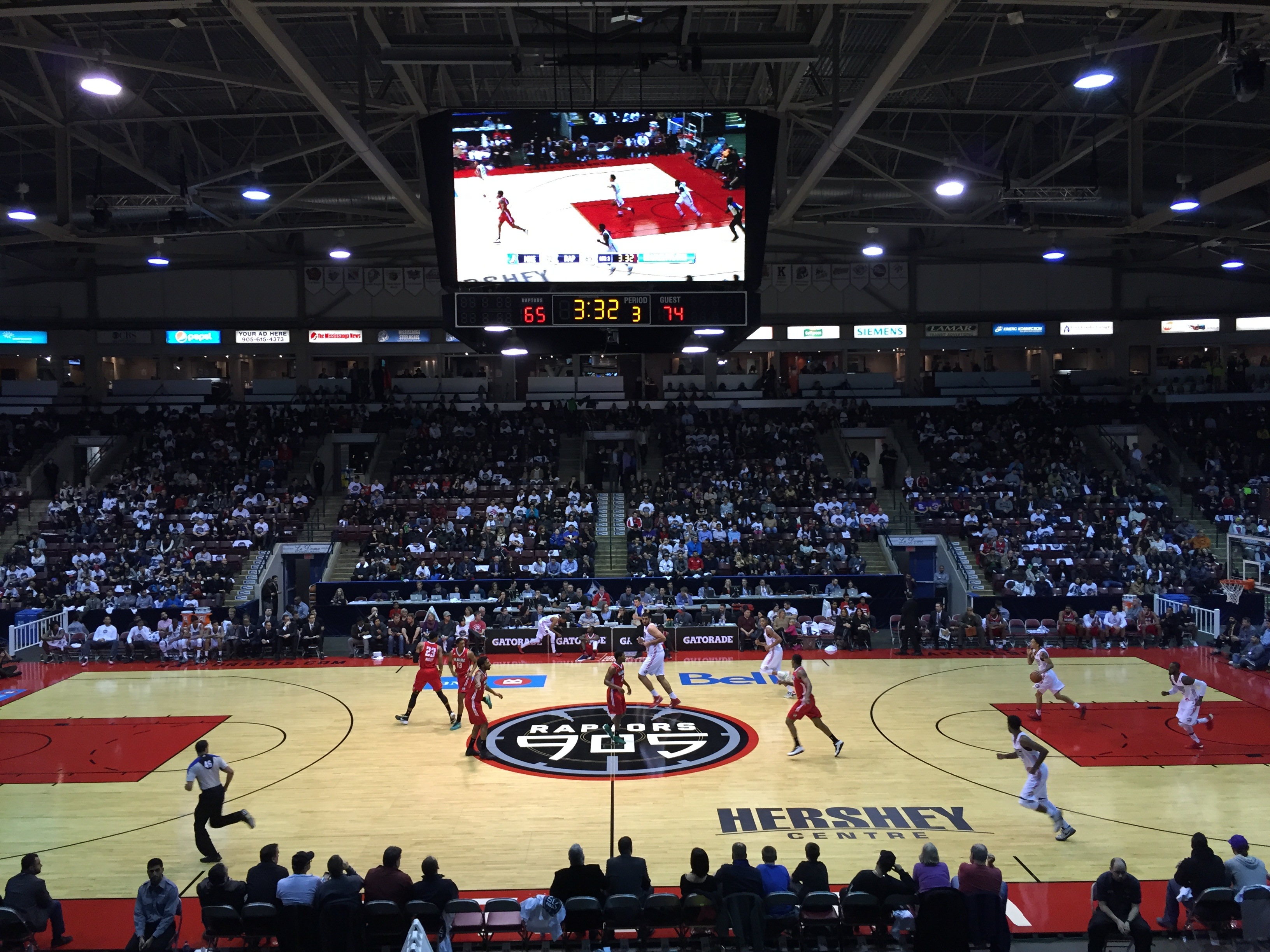
«Рэпторс 905» на площадке «Херши Центра»

В 2008 году президент и генеральный директор «Рэпторс» Брайан Коланжело сказал, что компания «Maple Leaf Sports & Entertainment Ltd.» (MLSE) рассматривает возможность в течение нескольких лет запуска франшизы в рамках Лиги развития НБА в районе Торонто, которая будет являться фарм-клубом «Торонто Рэпторс». Сообщалось, что франшизу могут принять Гамильтон или Ошава. Однако франшиза, базирующаяся в Канаде, создавала трудности из-за проблем с налогами и визами, поэтому как альтернатива рассматривался Рочестер (Нью-Йорк), который находится через границу с США.
В апреле 2015 года заменивший Коланжело Масаи Уджири объявил, что совет MLSE одобрил покупку франшизы и что они ведут переговоры с НБА о том, где будет играть команда, и может ли она стартовать в сезоне 2015/16. В июне 2015 года было объявлено, что MLSE купила франшизу Д-Лиги, которая будет называться «Рэпторс 905», и расположится в пригороде Торонто Миссиссога (Онтарио) в «Херши Центре». Команда названа в честь регионального кода, используемого большей частью пригородного района Большой Торонто. По сообщениям, франшиза стоила 6 миллионов долларов. Было заключено соглашение с «Миссиссога Пауэр», выступавшей в Национальной баскетбольной лиге Канады (NBL Canada), которая арендовала «Херши Центр». Команда также планировала иногда проводить домашние игры в «Эйр Канада-центр», арене «Торонто Рэпторс».
7 июля 2015 года Джесси Мермейс был нанят в качестве главного тренера, а Дэн Тольцман — генерального менеджера. 28 июля 2015 года тренер-ветеран Тим Льюис был назначен ведущим помощником главного тренера. 4 ноября 2015 года «Рэпторс 905» представили новую форму и альтернативный логотип. 13 июня 2016 года сообщалось, что главный тренер Джесси Мермейс оставит «905» и присоединится к «Лос-Анджелес Лейкерс», в качестве помощника главного тренера. В сентябре было объявлено, что Джерри Стэкхауз станет главным тренером команды.
В первом сезоне (2015/16) «905» заняли шестое место в Восточной конференции и не вышли в плей-офф, а вот второй закончили с показателем побед-поражений 39-11 (второй показатель в истории Д-Лиги), став победителями регулярного чемпионата, конференции и дивизиона, также поставив рекорд лиги по показателям побед-поражений в дивизионе 21-4. Джерри Стэкхауз был награждён призом лучшему тренеру года, а центровой Валтер Тавариш — лучшему игроку защиты. В плей-офф они поочерёдно обыграли «Кантон Чардж» и «Мэн Ред Клоз» со счётом 2:0 в серии и вышли в финал, где в трёхматчевой серии выиграли у «Рио-Гранде Вэллей Вайперс», став абсолютными чемпионами сезона 2016/17. MVP финала стал игрок «905» Паскаль Сиакам, набравший 32 очка во второй игре и 17 в третьей.

## Статистика сезонов
| Рэпторс 905      |                  |                  |    |    |      |                                                                                                |           |
| 2015/16          | Атлантический    | 3-е              | 23 | 27 | 46,0 |                                                                                                |           |
| 2016/17          | Центральный      | 1-е              | 39 | 11 | 78,0 | Выигрыш 1-го раунда (Кантон) 2-0 Выигрыш 2-го раунда (Мэн) 2-0 Выигрыш финала (Рио-Гранде) 2-1 |           |
| Регулярный сезон | Регулярный сезон | Регулярный сезон | 62 | 38 | 62,0 | 2015—2017                                                                                      | 2015—2017 |
| Плей-офф         | Плей-офф         | Плей-офф         | 6  | 1  | 85,7 | 2015—2017                                                                                      | 2015—2017 |